# Дампилон, Ирилто Дампилонович
Ирилто́ Дампило́нович Дампило́н (бур. Дампилон Юрөөлтэ) (1904, улус Эдэрмэг, Забайкальская область, Российская империя (ныне Кижингинский район, Бурятия) — 23 июня 1938, Улан-Удэ) — советский государственный деятель. Председатель Центрального Исполнительного Комитета Бурят-Монгольской АССР (1934—1934), Народный комиссар просвещения Бурят-Монгольской АССР (1930—1932). редактор, публицист и литературный критик.

## Биография
Бурят. Неполную среднюю школу окончил в Петровске-Забайкальском, затем поступил в Читинскую гимназию. По свидетельству историков, в начале 1920-х годов Дампилон работал в Монголии, где участвовал в демократических преобразованиях.
Затем работал председателем хошунного Совета (Кижингинский сомон Бурят-Монгольская АССР).
В 1929 году редактировал республиканскую газету «Буряад-Монголой γнэн».
В 1930—1932 годах — заместитель народного комиссара, народный комиссар просвещения Бурят-Монгольской АССР.
В 1933 — декабре 1934 года — заведующий отделом культуры и пропаганды ленинизма Бурят-Монгольского областного комитета ВКП(б). Позже — председатель Бурят-Монгольского отделения Союза советских писателей.
После окончания высших курсов марксизма-ленинизма при ЦК ВКП(б) Дампилон был выдвинут на ответственную должность Председателя ЦИК Бурят-Монгольской АССР (28.12.1934 — 8.1937).

«…Иролто Доржиевич Дампилон был человеком безукоризненного поведения и с широкими знаниями. Работая председателем ЦИКа БМАССР, он внес значительный вклад в хозяйственное и культурное строительство республики. Много ездил по аймакам республики, встречался с народом, выступал в многолюдных аудиториях. Был одним из авторитетнейших руководителей Бурят-Монголии».
Много внимания уделял вопросам культуры и национального строительства. В начале 1930-х годов был редактором журнала «Соёлой хубисхал» (Культурная революция).
Талантливый публицист и литературный критик. Об этом свидетельствуют его статьи и публичные выступления, в частности его доклад на первом съезде писателей Бурят-Монгольской АССР «Итоги XVII-го партсъезда и задачи бурятских писателей» (1934). Съезд избрал председателя БурЦика Дампилона председателем правления Союза писателей республики. В марте 1936 года он выступил на Всесоюзной лингвистической конференции с докладом «Итоги строительства бурятского литературного языка».
После освобождения от должности до ноября 1937 года работал ответственным секретарём Выставочного комитета Бурят-Монгольской АССР.
Репрессирован. Арестован 28 ноября 1937 года, обвинён в участии в так называемой «панмонгольской контрреволюционной, повстанческо-диверсионной, вредительской организации», стремлении "отторгнуть Бурят-Монголию от СССР при помощи Японии и подготовке к свержению советской власти. Кроме того, ему вменялось в вину засорение бурятского языка панмонгольскими и ламско-религиозными терминами; в контрреволюционных, панмонгольских извращениях произведений классиков марксизма-ленинизма; в монголизации родного языка.
Расстрелян 14 июня 1938 года в Улан-Удэ. Жена, Удбэл Улзытуевна, была репрессирована, более 20 лет находилась в ссылке на Севере.
20 апреля 1957 года Военная коллегия Верховного суда СССР отменила приговор за отсутствием состава преступления.